# 勇者カタストロフ!!
『勇者カタストロフ!!』（ゆうしゃカタストロフ!!）は、牧野博幸による日本の漫画作品。『月刊少年ギャグ王』（エニックス刊）にて、1994年5月号から1996年12月号まで連載された。全31話、単行本は全4巻。単行本は長らく絶版となっていたが、2010年に復刊ドットコムから上下巻で復刊された。

## 概要
高い画力とテンポ・勢いのあるギャグから、『ギャグ王』の看板タイトルの一つとして人気を博した。基本的な世界観はRPGにありがちな剣と魔法の中世ファンタジー世界だが、城下町が日本の商店街だったり、電化された百貨店が登場したり、何より主人公の勇者の職業が魚屋（ねじり鉢巻にタンクトップ・腹巻という姿）だったりと、なんでもありのギャグ漫画である。ギャグによって脇道へ逸れてしまう事が多いが、シリアスな展開が進むと、ストーリーの根底には「環境破壊」というテーマが見えるようになった。まだギャグ中心であった頃の激安戦争編では、悪い魚を防腐処理して売る百貨店の裏側にズックが怒りを見せる「商売魂」がテーマになったり、道中編では「不当な犠牲を許さない」「無益な争いを愚かとすること」という人情系のテーマの話もあった。作者の趣味ゆえかガンダムネタも非常に多い。

## あらすじ
とある王国の“王様”が、「混乱世界を救う王様と勇者」というロマンを求め、歴戦の勇者“シェカネア”を呼び寄せた。しかし、現れた勇者は40年の歳月でしっかり老衰してしまっていた。同日、超大物の鯛を仕入れた魚屋「魚安」の主人“ズック”は、その鯛を勇者歓迎のパーティへ卸すために城を訪れる。しかし、城の兵士に「さかなや」と「しぇかねあ」を聞き違えられ、無理矢理王様の前に引きずり出されてしまう。
片方はヨボヨボじじい、片方は町の魚屋、ロマンを実現するために勇者を呼ぶと同時に大魔王の封印をも爆破させてしまった王様は窮地に立たされる。

## 登場人物
ズック
「安くて新鮮」がモットーの魚屋・鮮魚“魚安”の主人で、本作の主人公。強引に「勇者」にされ、魔王退治に駆り出される。本職は魚屋のため戦闘での強さはそれなりだが、それ以上に魚屋としての知識の豊富さ、商売根性の巧みさ、魚屋としての誇り高さが目立つ。魔王をハチのフグ毒のおかげで再び封印した後は、ダイ・バザールとの激安戦争が勃発したり、エルフの大将に幼竜（パピー）をけしかけられたりなどするが、いずれも彼の活躍で退散させる。その後はリプリィとの旅に付き合い、世界を救うため、そして行方不明の父親と再会するため旅に出る。父親セッタと再会した後、ダイ・バザールの上司である「見えない恐怖」を引き起こした人物と邂逅するが、結局彼を倒すことも殺すこともできず「自分は勇者ではなくただの魚屋」ということに落ち着く。しかし王様の著書には「カタストロフを未然に救った勇者」と書かれることとなる。最終回のカットで、リプリィとの間に女児をもうけた様子。
名前の由来は、足跡タイヤが特徴のスクーター「ホンダ・ZOOK（ズーク）」と運動靴の呼称の一つである「ズック」から。
ハチ
森の妖精。フェアリーのような容姿をしていたが、ズックを助けるために自身の命を捨てて生まれ変わった姿はフグ提灯そのもの。以降、ズックを大将と呼んで付き従う。終盤では相槌を打つしか活躍がなくなり、王様と同等レベルにまで堕落しきってしまうシーンもある。
王様
王国コンキスタドールの主で、ズックを勇者に仕立て上げた張本人。非常にいい加減な性格のトラブルメーカーで、思いつきで行動しては度々騒動を巻き起こす。
ズックが魔王を倒すことに成功すると彼を利用して一儲けを企むが、勇者の遠征準備と称した大増税で暴動を起こされ、国を追われる。以降、ズックの旅に付き添う。皆からはバカ王扱いの困った人物だが、ときには理知的な一面を見せることも。本名はキャンディ＝コンキスタドール。最終回では城に戻り、王として復権している。
リプリィ
エルフの森の住人。当人の自覚はないが、純粋なエルフではなく人間とエルフの間に生まれたハーフエルフである。不可侵契約を無視して別荘建設を進めた王様一行を攻撃するが、ハーフエルフを嫌うエルフ達に見切りをつけ、放浪の旅に出る。その際に長い髪を切り、ショートカットに。旅先で環境汚染が原因の「見えない恐怖」を体感し、ズックを原因究明の旅に誘う。旅を続ける過程で戦闘の技術が上達していくことに迷いを見せることもあったが、「見えない恐怖」を根絶するべく会長の待つ島へと向かう。最終回でズックと結ばれた様子。
名前の由来は、当時たまたまテレビで放送されていた映画『エイリアン』のヒロイン「エレン・リプリー」から。
ダイ・バザール
機動大百貨店「ミラクル・バザール」の店長。大量仕入れによる激安販売で王国経済の掌握を謀るが、城下町商店街の抵抗で返り討ちにあう。以降復讐を果たすため、猛獣「テスタロッサ」と銃火器を武器にズックを付け狙う。「見えない恐怖」を引き起こしている「会長」のビジネスのために買われたという過去を持ち、より優れた能力を持つ複製体を生み出すための実験体「初号素体」となる。最終的には「会長」に反旗を翻し彼を殺したはずだったが、彼がズックとプライドを賭けた決闘をした後、再び会長と「ミラクル・バザール」を率い、王国の商店街に迷惑をかけに戻ってきていた。
名前の由来は、デパートの広告などで用いられる「大バザール」から。
デッカード
エルフの森の長。幼竜を使って王様を殺害しようとするも、ズックとリプリィにより阻止される。その後、「会長」の力の前に屈服し、エルフ族を守るため彼の部下となる。以前リプリィにプライドを傷つけられたことから、バイオモンスター「海猿」を使って再びズックたちを襲うが、命令違反等により会長に切り捨てられる。
ゾック
初号素体（ダイ・バザール）が収集したデータをもとに人工的に生み出された「弐号復体」。バザールの兄弟ともいうべき存在で、彼の思考データをもとに作られたため、ズックに近い姿をしている。プラズマや電磁力を操る能力を持ち、バザールを処分しようとするが、力の源であるツノのような装置をリプリィに破壊された後、バザールの銃撃を受けて敗北。その直後、自身が「パパ」と慕う会長からの命令で、機密保護のために自爆するという壮絶な最期を遂げる。なお彼の収集したデータは後の「参号復体」に使われる予定だったが、目覚める前に死亡することになる。
キャラクターのモデルは作者の読み切りデビュー作『怨死魔くん』の主人公「うらしまくん」。
マック・ゲイッツ（会長）
その才能ゆえに周囲に疎まれ、とある島に移り住んだ商売人。島に眠っていた金鉱をもとに巨大な総合商社を作り上げ、悪行を尽くす。この島の工場から排出される煙が環境汚染の原因となっていた。実は自分の暴走を止める「勇者」の出現を待ち望んでいた。

## アフターカタストロフ!!
『復刻版』巻末でわずかに触れられた、本作の続編となる予定だった作品。元々はかつて某誌から提案された企画で打ち合わせも行われたとされるが、実現には至っていない。
詳細は不明だが、舞台は本編終了から数年後の時代という設定で、ズックとリプリィの間に生まれた少女が成長し、お供のハチや鬼包丁「味皇（あじおう）」とともに真の勇者になるため冒険するという構想だったとされる。

## 単行本
- 『勇者カタストロフ!!』エニックス（ギャグ王コミックス）全4巻

1. 1995年8月発売（ISBN 978-4-87025-605-7）
2. 1995年11月発売（ISBN 978-4-87025-611-8）
3. 1996年6月発売（ISBN 978-4-87025-628-6）
4. 1997年1月発売（ISBN 978-4-87025-639-2）

- 『勇者カタストロフ!!』（復刊ドットコム）上下巻

1. 上巻 2010年7月発売（ISBN 978-4-8354-4428-4）
2. 下巻 2010年9月発売（ISBN 978-4-8354-4429-1）